# Novaeratitae
De Novaeratitae zijn een groep vogels behorend tot de Palaeognathae. Tot deze clade behoren de casuarisachtigen (Casuariiformes), de kiwi's (Apterygiformes) en de uitgestorven olifantsvogels (Aepyornithiformes) van Madagaskar. De kiwi's en olifantsvogels gelden als zustergroep en splitsing met de ontwikkelingslijn van de casuarisachtigen vond plaats rond de overgang van het Mesozoïcum naar het Kenozoïcum, ongeveer 66 miljoen jaar geleden. De Novaeratitae zijn de zustergroep van de nandoes (Rheiformes) en de twee groepen vormen samen de Notopalaeognathae.